# Въглеродна стомана
Въглеродните стомани са стомани с теоретично съдържание на въглерод (С) до 2,14%. Те са едни от най-важните съединения в световната промишленост.

## Състав и свойства
В желязо-въглеродните сплави се съдържат винаги повече от два елемента, като задължително се срещат въглерод (C), силиций (Si), манган (Mn), фосфор (P) и сяра (S). Свойствата на стоманата се определят в голяма степен от съдържанието на тези елементи, като при въглеродните стомани това съдържание трябва да е минимално (особено на фосфора и сярата). Стомани, при които се получават по-специални механични и други свойства чрез прибавяне на други химични елементи като хром, никел, волфрам, ванадий, молибден, кобалт и други или комбинация от тях, се наричат легирани стомани. Около 90% от всички произведени в света стомани са въглеродни (обикновени).
Въглеродът оказва най-голямо влияние върху качествата на стоманата. Класификацията на стоманите се извършва въз основа на тяхното въглеродно съдържание като се указва и съдържанието на легиращи елементи. С увеличаване на въглеродното съдържание се увеличава и якостта и твърдостта, като при това се намалява относителното удължение и ударната жилавост.
Съдържанието на другите елементи, неизбежно съпътстващи стоманите са приблизително следните: Si < 0,5%, P < 0,05%, S < 0,05%, Mn ~ 0,8%, но в някои случаи манганът може и да надвиши 1% без стоманата да е легирана. Манганът и силицият повишават якостта на стоманата и ако съдържанието на Mn < 0,4%, има опасност от образуване на шупли при производството на стоманата, т.е. той действа като дезоксидатор. Силицият също е дезоксидатор (взимодейства с кислорода, като продукт се получава силициев диоксид, SiO2) Продуктите на тази дезоксидация образуват неметални включвания в метала и влошават свойствата му.
Фосфорът е елемент който повишава твърдостта и силно понижава пластичността на метала, той е нежелан примес за стоманите. Сярата също е нежелан елемент. На нея се дължи силното понижаване на пластичността в горещо състояние. Подобно на фосфора, тя също попада в стоманата по време на добиването ѝ. Кислородът е вреден примес, той попада в метала по време на рафинирането му (при изгаряне на примесите) и се среща във вид на неметални включвания, които силно влошават механичните свойства.
Карбонитрирането е вид повърхностно закаляване на нисковъглеродни стомани. Термичен процес, при който повърхността на метала, под налягане, се насища с азот и въглерод. Дълбочината на закаляване е между 2 и 4 десети от милиметра.

## Класификация
При класифицирането си въглеродните стомани се делят на конструкционни и инструментални.
Инструменталните въглеродни стомани се използват за изработване на режещи инструменти и имат намалено съдържание на вредните примеси и могат да се закаляват добре.